# Valère Bernard
Pour les articles homonymes, voir Bernard.
Valère Bernard (en langue d'oc : Valèri Bernard), né Valérie Marius Bernard le 10 février 1860 à Marseille où il est mort le 9 octobre 1936, est un peintre, graveur, écrivain et poète français de la Provence d'expression occitane.
Il laisse un œuvre peint et gravé important et ses ouvrages ont continué à être édités après sa mort.

## Biographie
Valère Bernard naît à Marseille le 10 février 1860 dans une famille originaire d'Avignon.
Il entre en 1875 à l'École des beaux-arts de Marseille pour suivre les cours de Joanny Rave (1827-1887). Reçu à l'École des beaux-arts de Paris, il a pour professeurs Alexandre Cabanel et Pierre Puvis de Chavannes. Il demeure à Paris de 1881 à 1886 et revient ensuite en Provence.
Il a d'abord été attiré par la sculpture et la peinture, mais son œuvre de graveur est remarquable.
En 1896, sa rencontre avec Félicien Rops influence à la fois sa gravure et ses thèmes. Il se lie d'amitié avec Alfons Mucha, qui lui fait découvrir l'affiche lithographique. De retour à Marseille, lors de ses premières expositions, la critique salue son talent tant dans ses eaux-fortes que dans sa peinture. Il livre entre autres une suite gravée intitulée Guerro (1893-1895), variations autour du thème de la mort, d'une grande intensité graphique, inspirée de Francisco de Goya.
D'expression occitane, il adhère au Félibrige. Il compose ses premiers poèmes en dialecte marseillais[C'est-à-dire ?], puis entame une œuvre romancée où il montre toute sa sensibilité et sa compassion pour les humbles et les marginaux. Son amitié pour le graveur Paul Blanc en témoigne, il est le parrain de son fils Valère.
Élu majoral du Félibrige en 1894, il a la fonction de Capoulié (chef) de 1909 à 1919. Partisan d'une renaissance de la langue occitane dans toutes ses variétés linguistiques, il écrit dans une langue qu'il élabore pour unifier les parlers d'oc et le catalan, la Légende d'Esclarmonde, puis Lugar, conte magic.
En 1930, il est président de la Société d'études occitanes, dont est un des fondateurs. Le 22 janvier 1903, il est élu au 32e fauteuil de l'Académie de Marseille.
Professeur d'histoire de l'art à l'École des beaux-arts de Marseille, Valère Bernard devient aveugle et meurt à son domicile de Marseille le 9 octobre 1936. Il est inhumé à Marseille au cimetière Saint-Pierre.

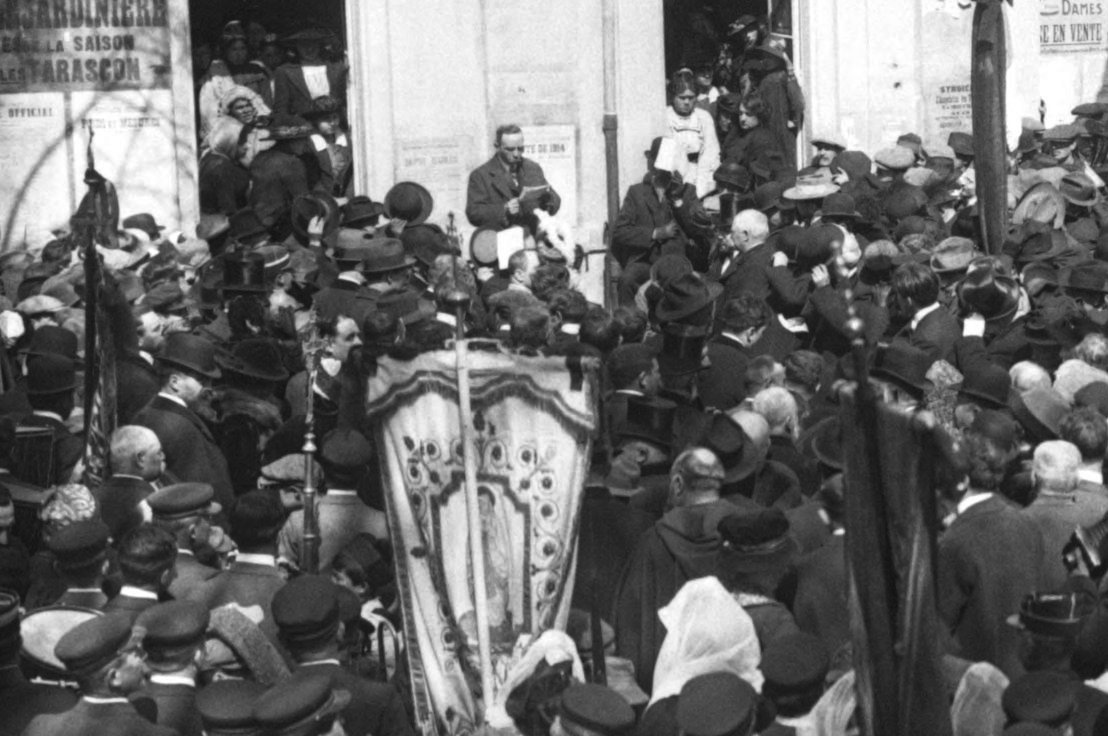
Discours de Valère Bernard durant les obsèques de Frédéric Mistral le 27 mars 1914, photographie de l'agence Rol, Paris, BnF.

## Œuvres
Valère Bernard laisse un œuvre peint et gravé important,, et ses ouvrages ont continué à être édités après sa mort.

### Éditions anthumes
- Li Balado d'Aram, Les ballades d'airain, 1883.
- Li Cadarau, 1884.
- Guerro, Guerre, strophes gravées sur onze eaux-fortes, 1893.
- Bagatóuni, Les charniers, roman, 1894.
- La Pauriho, La Pauvraille, poèmes, 1899.
- Long la Mar Latino, Le long de la mer latine, poème, 1908.
- Lei Bóumian, 1910, Éditions des Régionalismes, 2015, 164 p.
- L'Aubre en Flour, L'arbre en fleurs, poèmes, 1913.
- La Legenda d'Esclarmonda, poème en douze chants, 1925.
- Lugar, conte magic, poème, 1935.

### Éditions posthumes
- Lindaflor, Rèina dels Somnhes Fleur pure, 1938.
- Letanìo, Litanies, poèmes, 1946.
- La Légende de Jean de l'Ours, avec treize gravures originales, 1974.
- Mémoires, 1978.
- Jouglar Felibre, avec traduction française, 1982.
- Proumié e darrié pouèmo, poèmes illustrés de treize gravures et dessins, 1986.
- Dans le monde des rêves[8], récit, 1986.
- Ienoun, poème inachevé, 1987.
- La Feruno, avec traduction française, 1992.
- Angèlo Dàvi, avec traduction française, 1996.

Œuvres de Valère Bernard
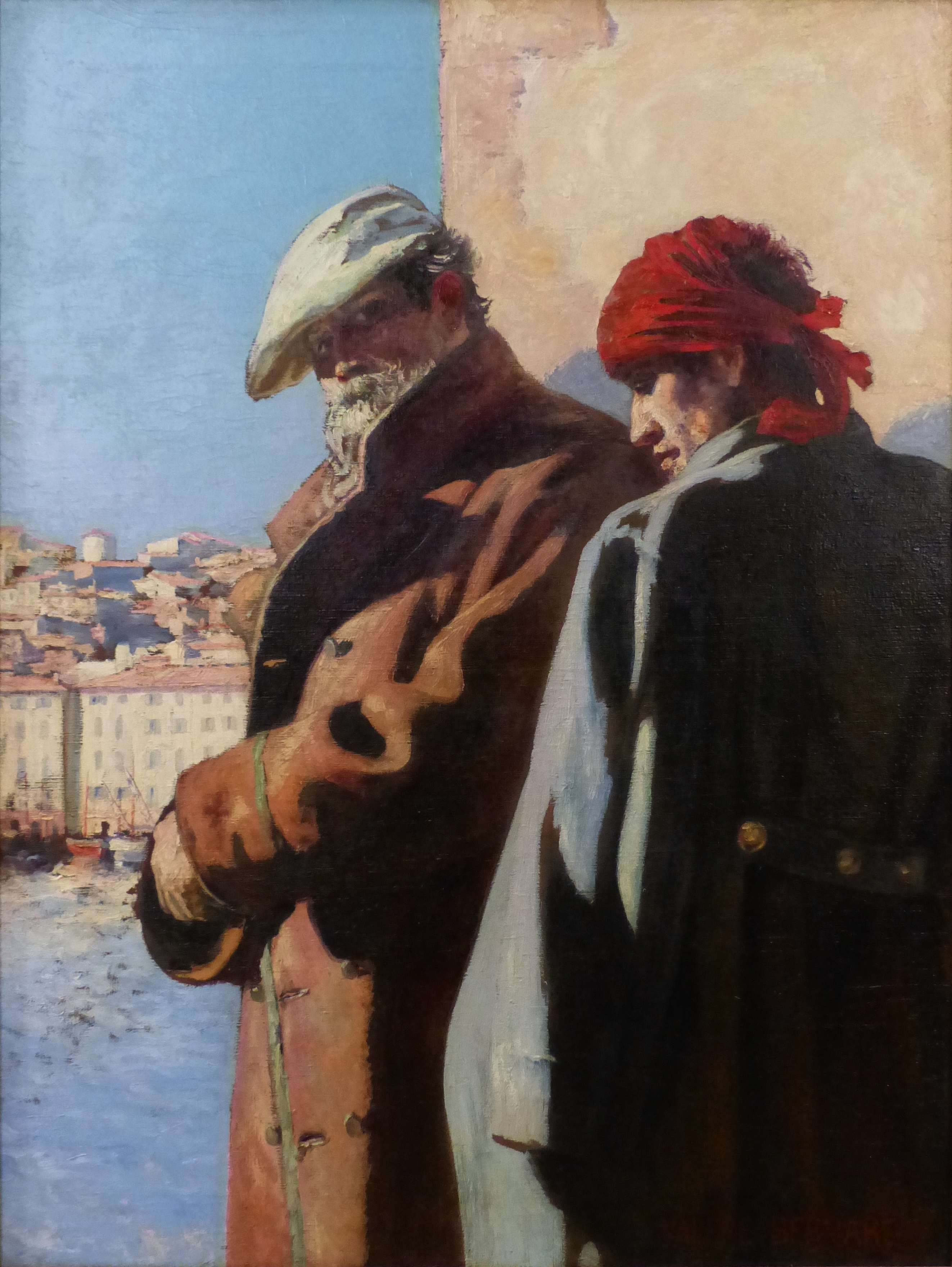
Au soleil, musée des Beaux-Arts de Marseille.
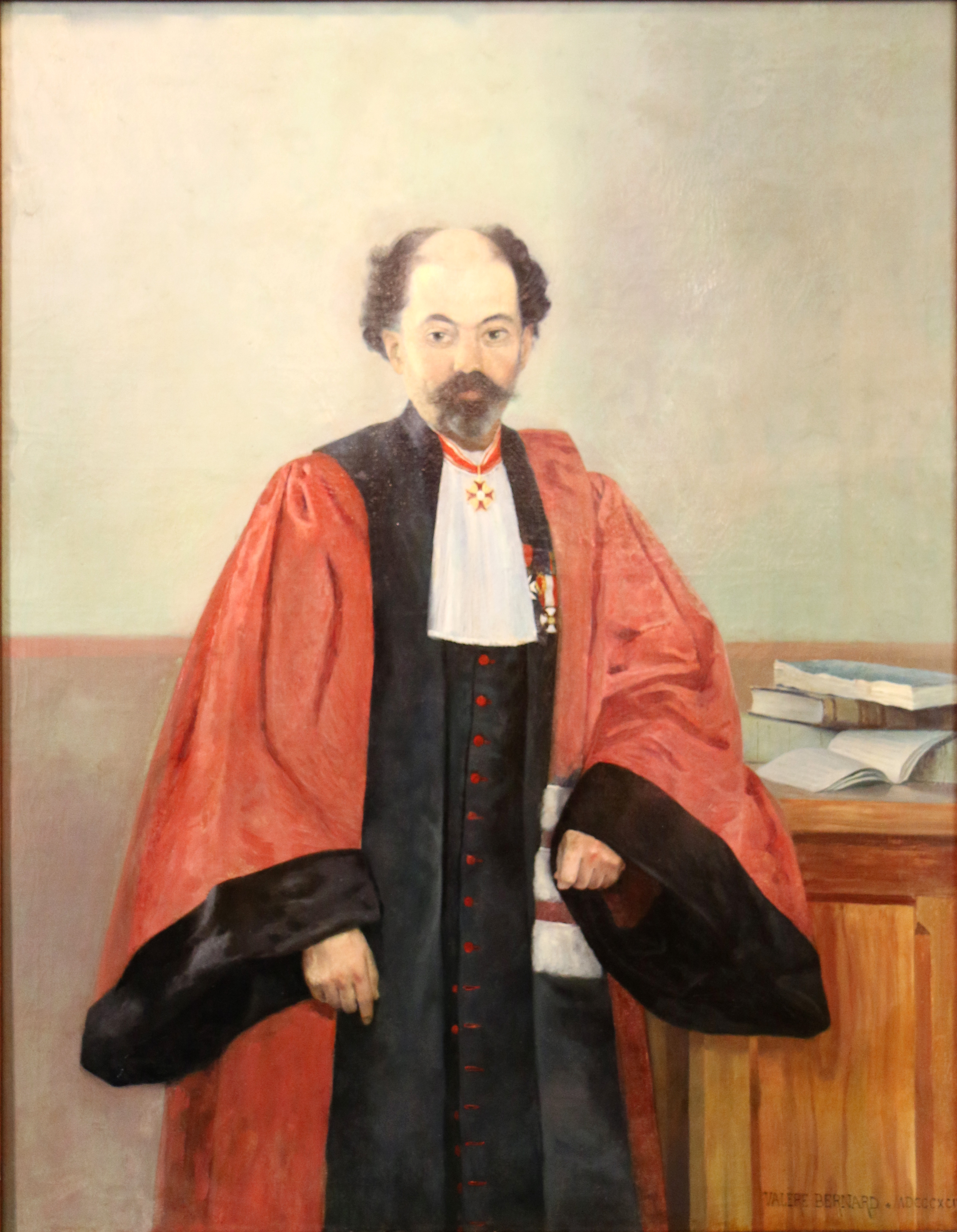
Portrait d'Auguste Fortuné Marion, Académie de Marseille.
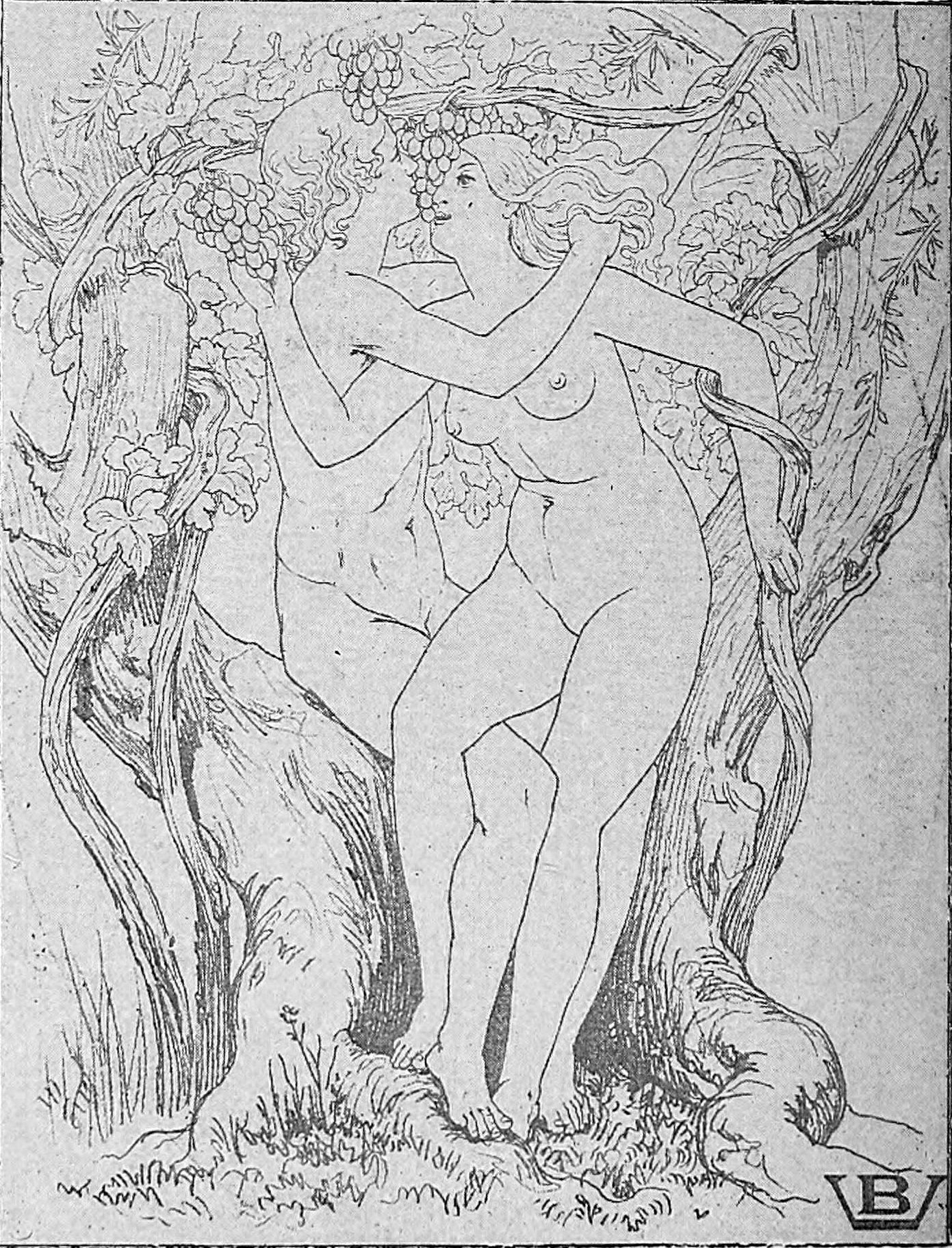
La Vigne (Salon de 1897).
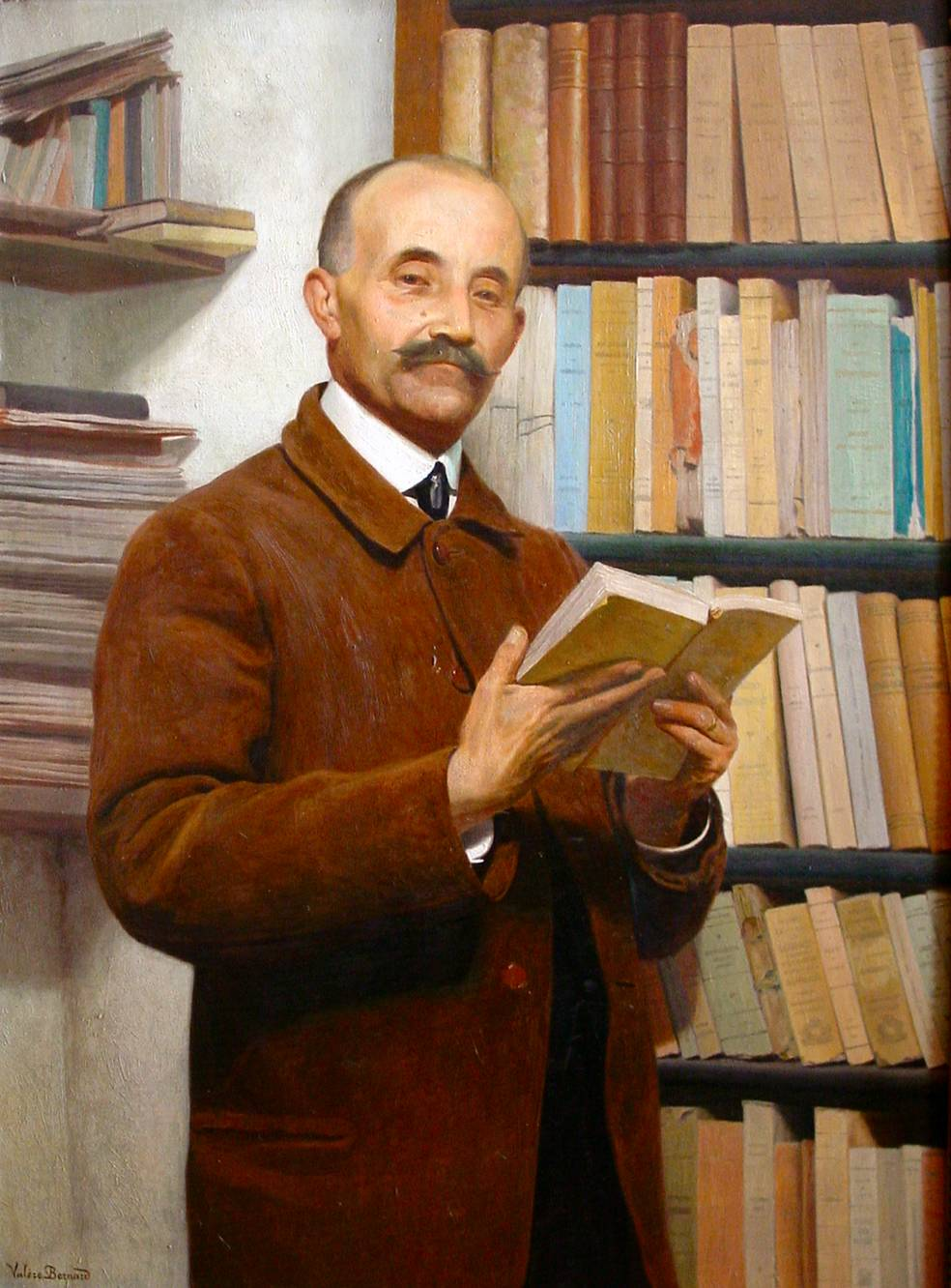
Portrait de Paul Ruat, localisation inconnue.
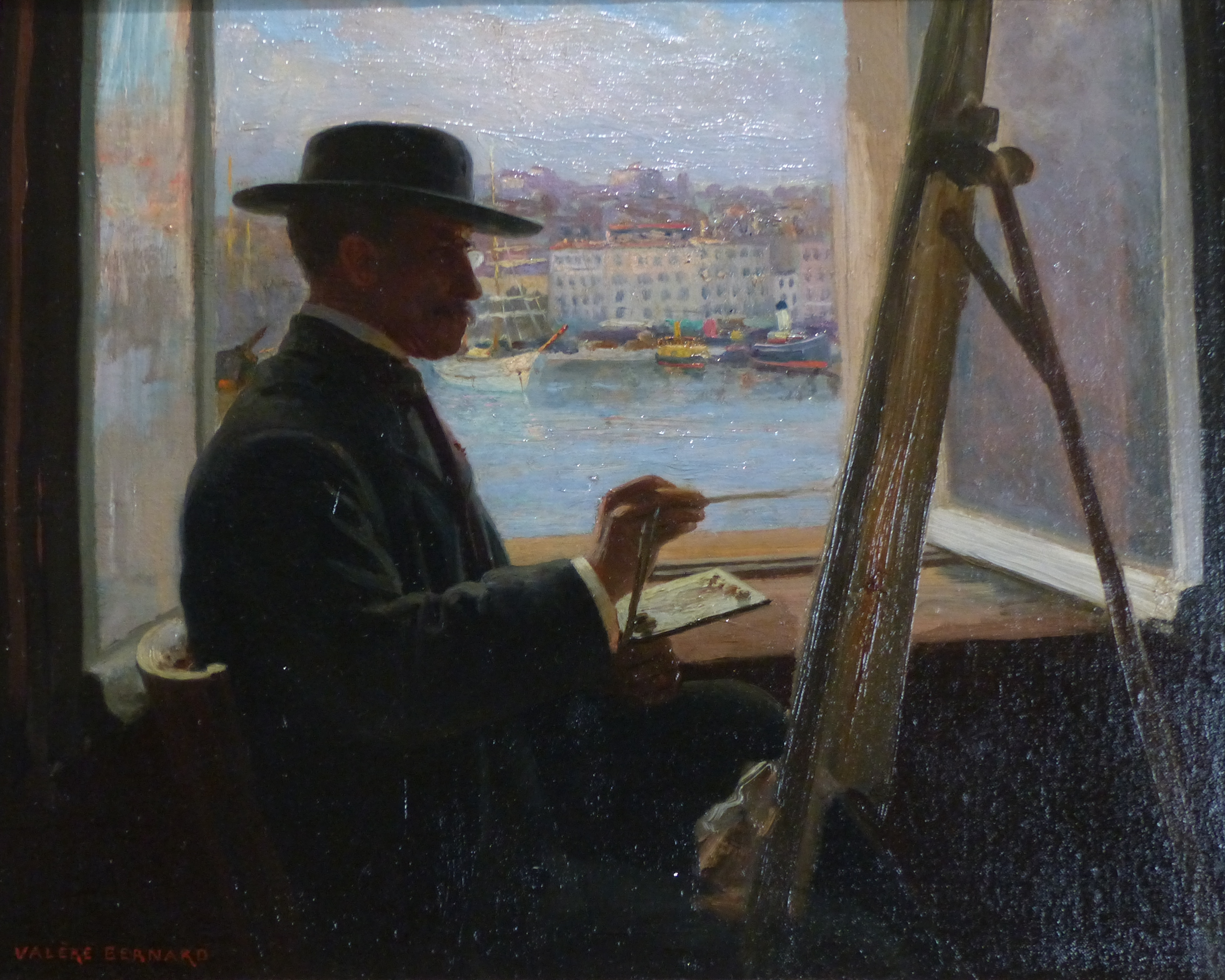
Jean-Baptiste Olive dans son atelier, musée des Beaux-Arts de Marseille.
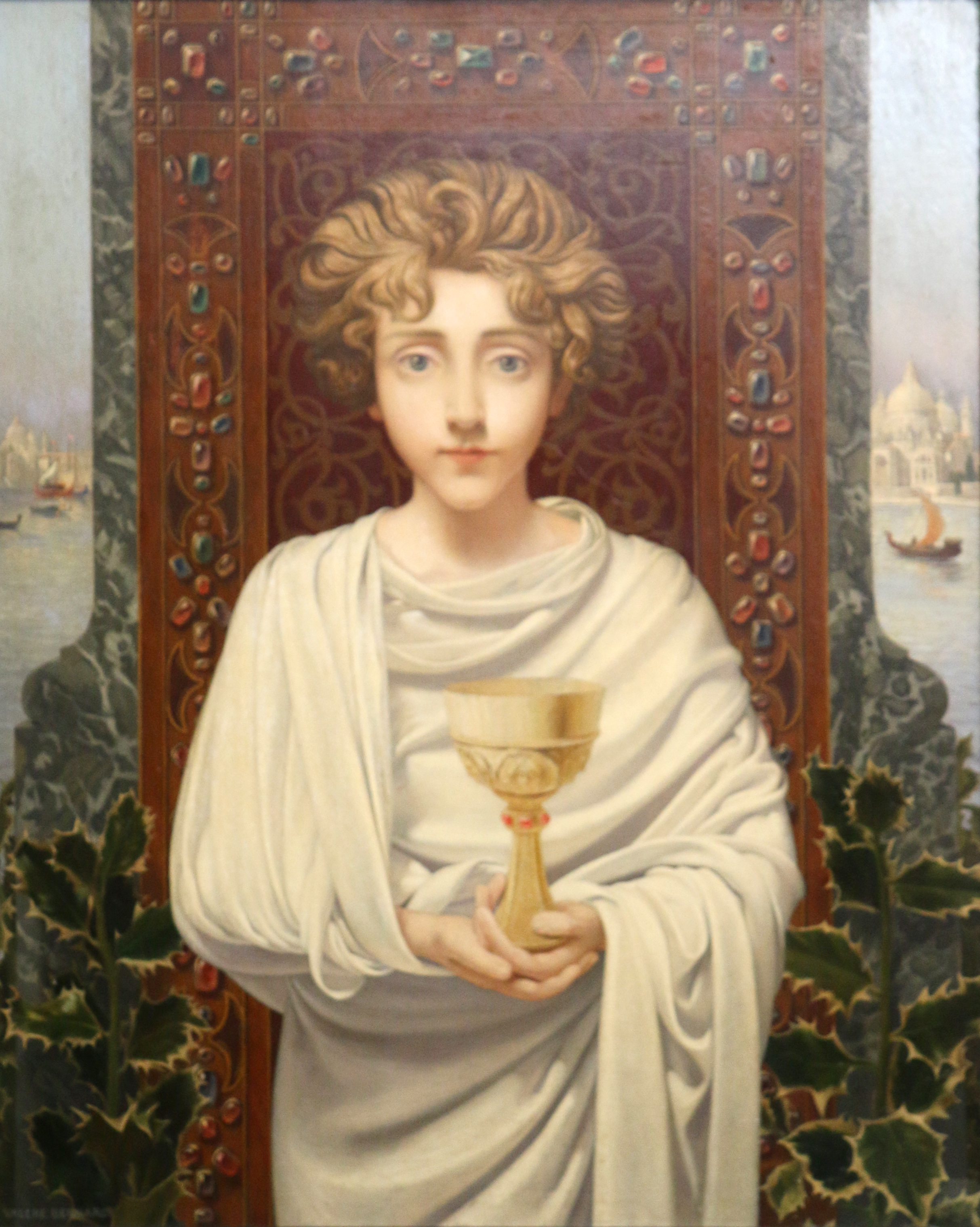
Eucharistie (1905), Académie de Marseille.
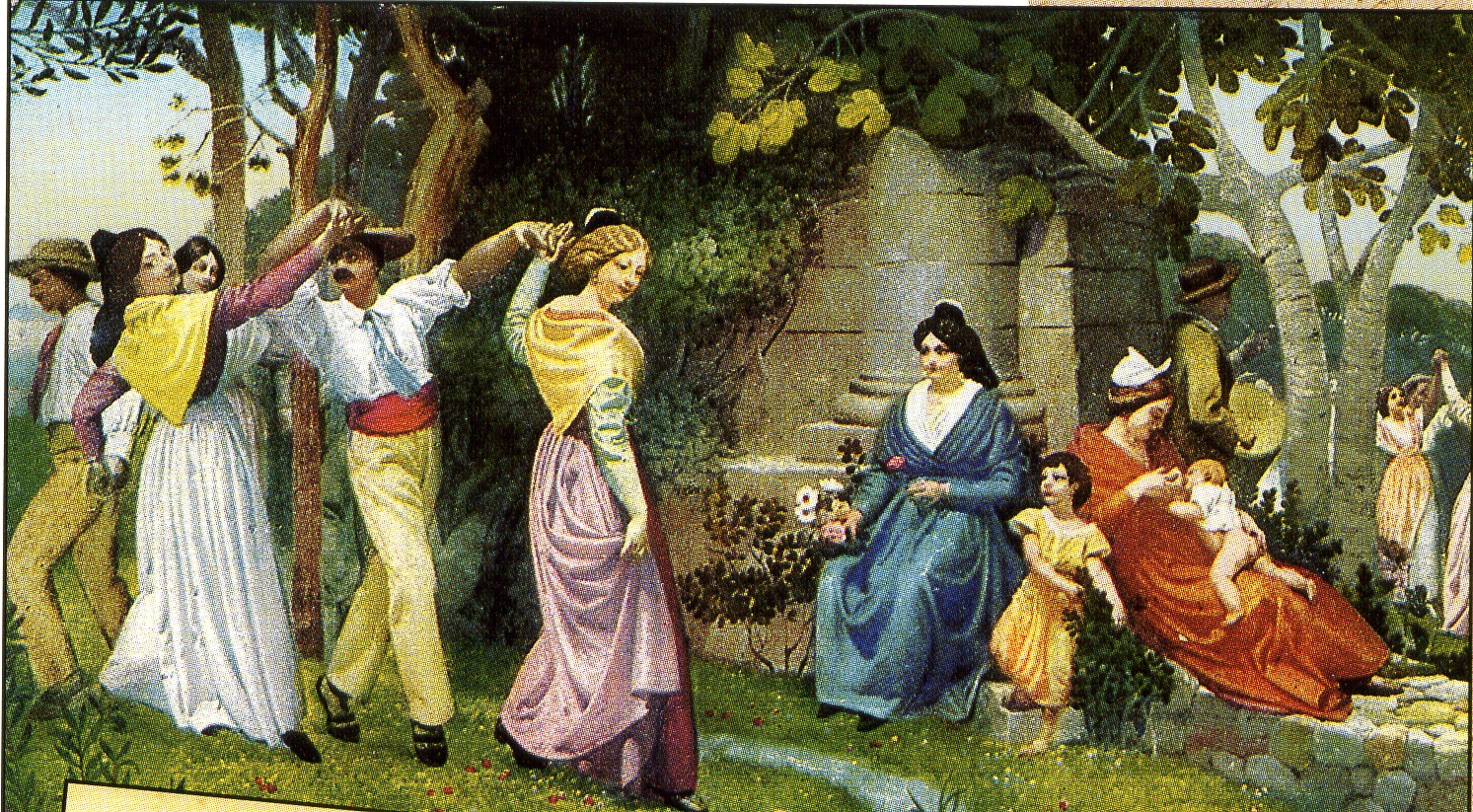
La Farandole, Marseille, musée des Civilisations de l'Europe et de la Méditerranée.